# Knudearve
Knudearve (Lysimachia minima) er en enårig urt i kodriver-familien (Primulaceae). På latin er den synonym med Centunculus minimus og Anagallis minima L. Det sidste navn har været det videnskabelige navn på knudearve ind til for nylig, da den blev flyttet til fredløsslægten.

## Udseende
Det er en lille plante - 0,5 til 5 cm. Den har ægformede, spidse, grågrønne blade. Blomsterne er små, og har små rosa eller hvide kronblade som er under 0,5 mm lange. De sidder i bladhjørnerne og åbner sig lidt. Planten har derfor i stor grad selvbestøvning.

## Udbredelse
Den findes udbredt i hele Nordamerika og Eurasien. Den kan findes vokser på fugtig kystnær sand eller grusbund. Den er sjælden, og i tilbagegang i Danmark, og er registreret som en truet art på den danske rødliste.